# Gwabl
Gwabl ist eine Streusiedlung und eine Katastralgemeinde der Gemeinde Ainet. Die Ortschaft liegt hoch über dem Iseltal an den Südabhängen der Schobergruppe im Bezirk Lienz in Tirol, Österreich und hat 95 Einwohner (Stand 1. Jänner 2024).

## Geographie
Die Gebäude der Ortschaft Gwabl verteilen sich verstreut über die Abhänge des Lassniger Bichl und des Zutruger Kreuz. Die Ortschaft umfasst die Hofstellen Außersteiner, Badstuber, Eder, Frotschnig, Innersteiner, Jester, Köfele, Mittermair, Obermair, Rainer, Thaler und Untermair, in deren Mitte sich die Katholische Filialkirche Maria-Heimsuchung befindet. Zu Gwabl zählen auch die Einzellage Gussenstall, die Hochschoberhütte sowie die Almen Außersteinerede, Ederalm, Innersteineralm, Leibnitzalm, Mittermairalm, Ochsenwaldhütte, Raineralm, Thaleralm und Untermairgscherz.

## Geschichte
Der Ortsname Gwabl wurde 1206 urkundlich als in monte Quabel erwähnt. Die Herkunft des Namens ist nicht eindeutig belegbar.
Gwabl war bis 1939 eine eigenständige Gemeinde. Nach der Machtübernahme durch die Nationalsozialisten wurden die Gemeinden Ainet, Gwabl und Schlaiten zur Gemeinde Ainet vereinigt. Während die Gemeinde Schlaiten 1949 wieder seine Unabhängigkeit zurückerlangte, verblieben Gwabl und Alkus bei Ainet. Gwabl bestand 1890 aus 18 Häusern mit 139 Bewohnern. Bis 1923 erhöhte sich die Zahl der Gebäude auf 27, während die Einwohnerzahl auf 123 sank. 2001 umfasste die Fraktion 25 Gebäude mit 25 Haushalte und 118 Einwohner. Es bestanden 17 land- und forstwirtschaftliche Betriebsstätten.

## Kultur und Sehenswürdigkeiten

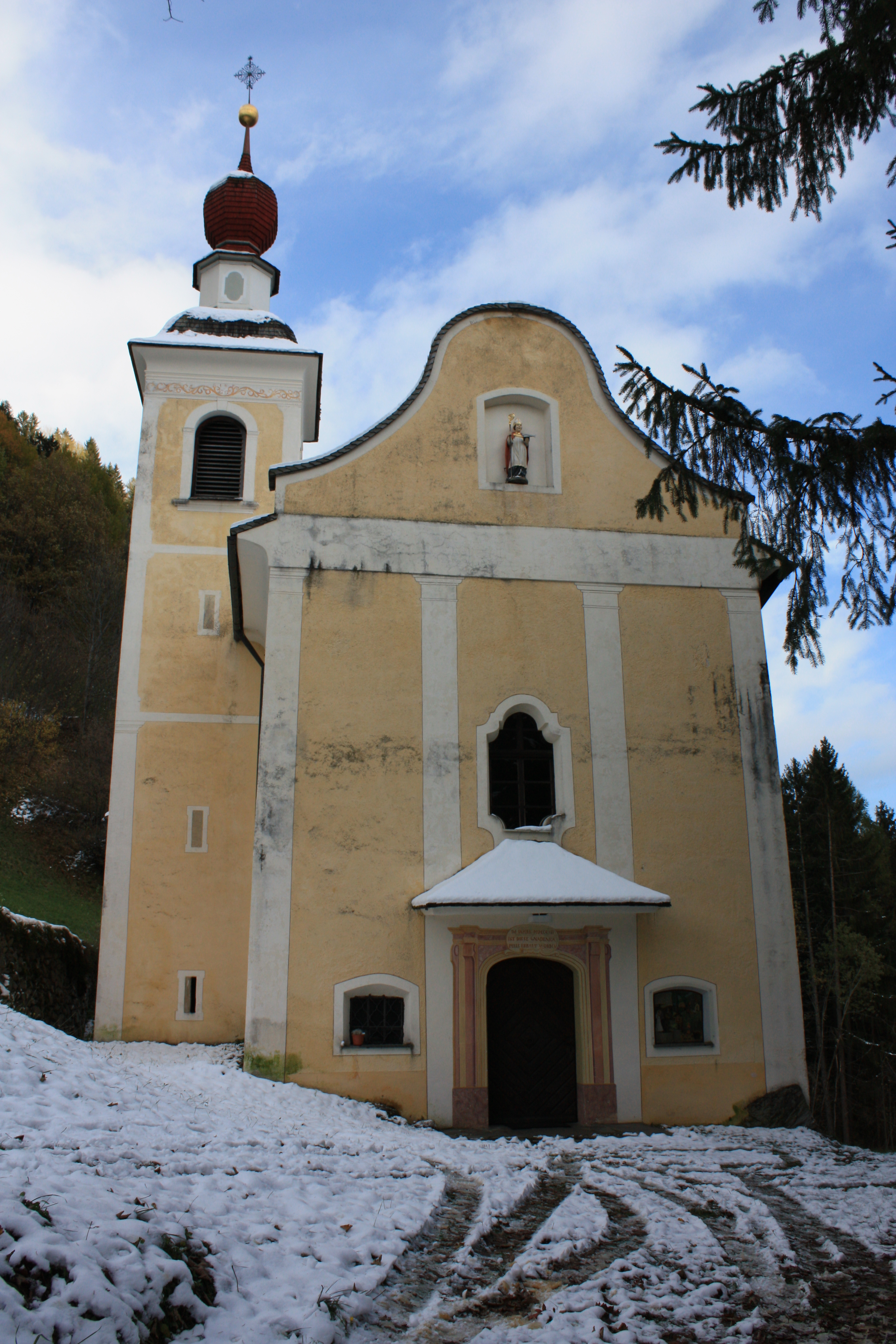
Wallfahrtskirche Mariä Heimsuchung

- Wallfahrtskirche Mariä Heimsuchung
- Stationenweg zur Wallfahrtskirche